# Miskito (språk)
Miskito, mískitu, är ett centralamerikanskt ursprungsspråk inom språkfamiljen misumalpan som talas av ursprungsbefolkningen miskito i nordöstra Nicaragua, särskilt i Región Autónoma de la Costa Caribe Norte, och även i östra Honduras.
Miskito är ett handelsspråk längs det karibiska kustområdet i Nicaragua och Honduras som även talas av andra folkgrupper än miskito.